# لاولند (اوهایو)
لاولند(به انگلیسی: Loveland) شهری در ایالت اوهایو کشور ایالات متحده آمریکا است که جمعیت آن در سرشماری سال ۲۰۱۰ میلادی، ۱۲٬۰۸۱ نفر بوده‌است.